# Чулпанышка
Чулпанышка — деревня в Еловском районе Пермского края России.

## Географическое положение
Деревня расположена на расстоянии примерно 26 километра по прямой на юг-юго-восток от села Елово, недалеко от села Суганка (менее 2 километров на запад).

## История
Известна с 1816 года как деревня Чулпаныш, название дано, видимо, по названию местной речки Чулпаныш. С 2006 по 2019 год входила в состав ныне упразднённого Сугановского сельского поселения Еловского района.

## Климат
Климат континентальный. Зима с ноября по март холодная. Устойчивый снежный покров образуется в середине ноября, высота его в марте 50-70 см. Среднемесячная температура января −15…−16 °C. Весна с апреля по май прохладная, погода неустойчивая. Снежный покров сходит полностью в середине-конце апреля. Ночные заморозки возможны до начала июня. Лето тёплое, среднемесячная температура июля 18—19 °C. Осень (сентябрь-октябрь) прохладная, пасмурная.

## Население
| 2010 |
| ---- |
| 11   |

Постоянное население в 2002 году составляло 17 человек (94 % русские).